# Гревена (ном)
Гревена (греч. Γρεβενά) — ном Греции, в области Западная Македония, с одноименной столицей (Гревена).
Образован в 1964 году путём отчуждения части нома Лариса и нома Козани. Он граничит на западе с номом Янина, на северо-западе с номом Кастория, на севере с номом Козани, на юго-востоке с номом Лариса и на юге с номом Трикала.
Население нома Гревены по состоянию на 2001 год составляло 37947 жителей. Удаленность от Афин — 400 км, от Салоник — 163 км. Большую часть территории занимают горы и окружен горами Лингос (Λύγκος) на западе, Хасия (Χάσια) на юго-западе, Вуринос (Βούρινος) на северо-востоке. По территории Гревены протекает крупнейшая река Греции — Альякмон (Αλιάκμωνας). Экономика базируется на сельском хозяйстве и экотуризме. Также развита деревообрабатывающая промышленность. Лыжный курорт Василица (Βασιλίτσας) каждый год принимает множество туристов и приносит большую часть дохода местному населению.
Есть множество оснований называть ном Гревена медвежьим углом Греции. Прежде всего из-за бурого медведя Пинда, население которого усилиями организации «Арктурос» стабилизировалось и начинает расти. Под давлением этой организации строителям транснациональной автострады «Эгнатия» пришлось учитывать, при прокладке дороги, места обитания медведя.
Значительная часть животноводства носит еще традиционную форму. Зимой жители горных животноводческих сёл мигрируют вместе со стадами в Фессалийскую долину и возвращаются с началом весны.

## Национальный заповедник
Национальный заповедник Северного Пинда расположен частично в номе Гревена и частично в соседнем номе Яннина-Эпир. В заповеднике встречаются около 1700 видов растений, многие из которых редкие или эндемические, то есть происходят из этого региона, а также 86 видов грибов.
Дикая фауна представлена 60 видами млекопитающих, 186 видами птиц, 30 видами пресмыкающихся, 14 видами амфибий и 17 видами рыб.

## История
Археологические раскопки ведутся на вершине Кастри, между селами Полинери и Алатопетра. Раскапывается поселение и укрепление-акрополь IV—III веков до нашей эры, которые в свою очередь были построены на месте неолитического поселения.
Но значительных памятников старины в номе Гревена нет. Горы нома Гревена более известны известны как повстанческая вотчина в годы турецкого господства. Горное село Зиака носит имя повстанцев Зиакас, отца и сына. В годы II-й Мировой войны здесь действовала Народно-освободительная армия Греции — ЭЛАС. Не обошла стороной ном и греческая гражданская война 1946-1949 гг.
В результате работы по разминированию лесов велись вплоть до 80-х годов.

## Димы
- Дескати (дим)

## Известные уроженцы
- Панос Зидрос (Πανος Ζιδρος,1720-1780), из села Цапурньа, повстанец, действовал в основном на Олимпе, перевел свою деятельность в Западную Грецию для содействия российскому флоту во время так называемых «Орловских событий» [русско-турецкая война 1770 г.]. После того как Россия заключила с турками Кючук-Кайнарджийский мир, вернулся на Олимп.
- старик Зиакас, Георгиос (γερο-Ζιακας,Γεωργιος,1730-1810), известный повстанец XVIII века.
- сын Зиакас, Теодорос (Θεδωρος Ζιακας,1798-1882), участник освободительной войны Греции 1821-29 гг., восстаний в Македонии 1854 и 1878 гг., прославился в 1854 г. в сражении возле села Спилеон, где он вместе с 300 своими бойцами противостоял 12 тыс. турко-албанцев.
- Лукас Коккинос (Λουκας Κοκκινος,1878-1913), из села Мегарон, македономах-борец за воссоединение Македонии с Грецией, погиб в Первую Балканскую войну.
- Иоаннис и Милтос Манаки, они же Янаки и Мильтиад-Мильтон Манаки (греч. Μανακης,Ιωαννης 1878—1954,Μιλτος 1882—1964), из села Авделла, пионеры кинематографа на Балканском полуострове.
- Никос Теохаропулос, он же «Скотидас», командир соединений Народно-освободительной армии Греции (ЭЛАС), генерал-майор Демократической армии Греции.